# Nicolaus Alardus
Nicolaus Alardus, der Jüngere (* 6. Juni 1683 in Tönning; † 13. Februar 1756 in Hamburg) war ein deutscher evangelisch-lutherischer Geistlicher.

## Leben
Nicolaus Alardus entstammte der schleswig-holsteinischen Pastorenfamilie Alard(us), die auf Franz Alard zurückging. Er war ein Sohn des Pastors und späteren Generalsuperintendenten der Grafschaft Oldenburg Nikolaus Alard(us) (der Ältere) und dessen Frau Elisabeth, geb. Mohrmann (get. 1657; † 1742). 
Ab 1700 besuchte er das Akademische Gymnasium in Hamburg. Er studierte ab 1703 an den Universitäten Wittenberg, Leipzig und Kopenhagen. In Wittenberg war er 1705 Respondent einer Disputation unter Vorsitz von Philipp Ludwig Hanneken. Nach einer Zeit in Schleswig, vermutlich als Hauslehrer, wurde er 1711 Kandidat des Hamburgischen Geistlichen Ministeriums. Seine erste Pfarrstelle erhielt er 1712 als Diaconus (2. Pastor) in Neuenkirchen (Dithmarschen). 1717 kam er als Pastor nach Steinbek (heute Kirchsteinbek). 1738 wurde er zum Lector secundarius und Pastor am Hamburger Dom (Alter Mariendom) berufen. Zu seiner Einführung am 11. November 1738 schrieb Georg Philipp Telemann eine Festkantate. Nach einem Schlaganfall unterstützte ihn ab 1749 Christian Ziegra als Adjunkt.
Alardus war seit 1713 verheiratet mit Rebecca Magdalena, geb. Forcke (1691–1716), einer Tochter Matthias Forckes, seines Vorgängers als Pastor in Steinbek. Zu den Kindern des Paares zählten der Diplomat Matthias Andreas Alardus und der Hamburger Senator Christian Heinrich Alardus (der Ältere, 1729–1791).

## Werke
- Dissertatio Theologica De Misericordia Dei Fortuita, Ex Aureo B. Lutheri In Genesin Commentario / Quam Sub Præsidio Dn. Philippi Ludovici Hannekenii, Ss. Theol. Doct. Ejusdemque Profess. Publ. ... Die I. Octobr. MDCCV. Ex Cathedra Publica Defendet Nicolaus Alardus, Holsatus. Wittenberg 1705 (Digitalisat)
- Decas Alardorum scriptis clarorum. Hamburg: Felginer 1721 (Digitalisat)
- Bibliotheca Harmonico-Biblica : Quæ Præter Historiam Harmonicam Tradit Notitiam Scriptorum Harmonicorum Cujuscunque Ætatis Et Religionis, Tam Perpetuorum Quam Singularium ... ; Qui Vel Specialius Quoddam Argumentum Sacrum, Vel Bina Oracula Spiritus Sancti Ab Antilogiarum Calumnia Vindicarunt. Hamburg: Kisner 1725 (Digitalisat)